# Chantal (nome)
Chantal  è un nome proprio di persona francese, inglese e olandese femminile.

## Varianti
- Inglese: Chantale[2], Chantalle[2], Chantel[1], Chantelle[1][2], Shantel[1], Shantelle[1][2]

## Origine e diffusione

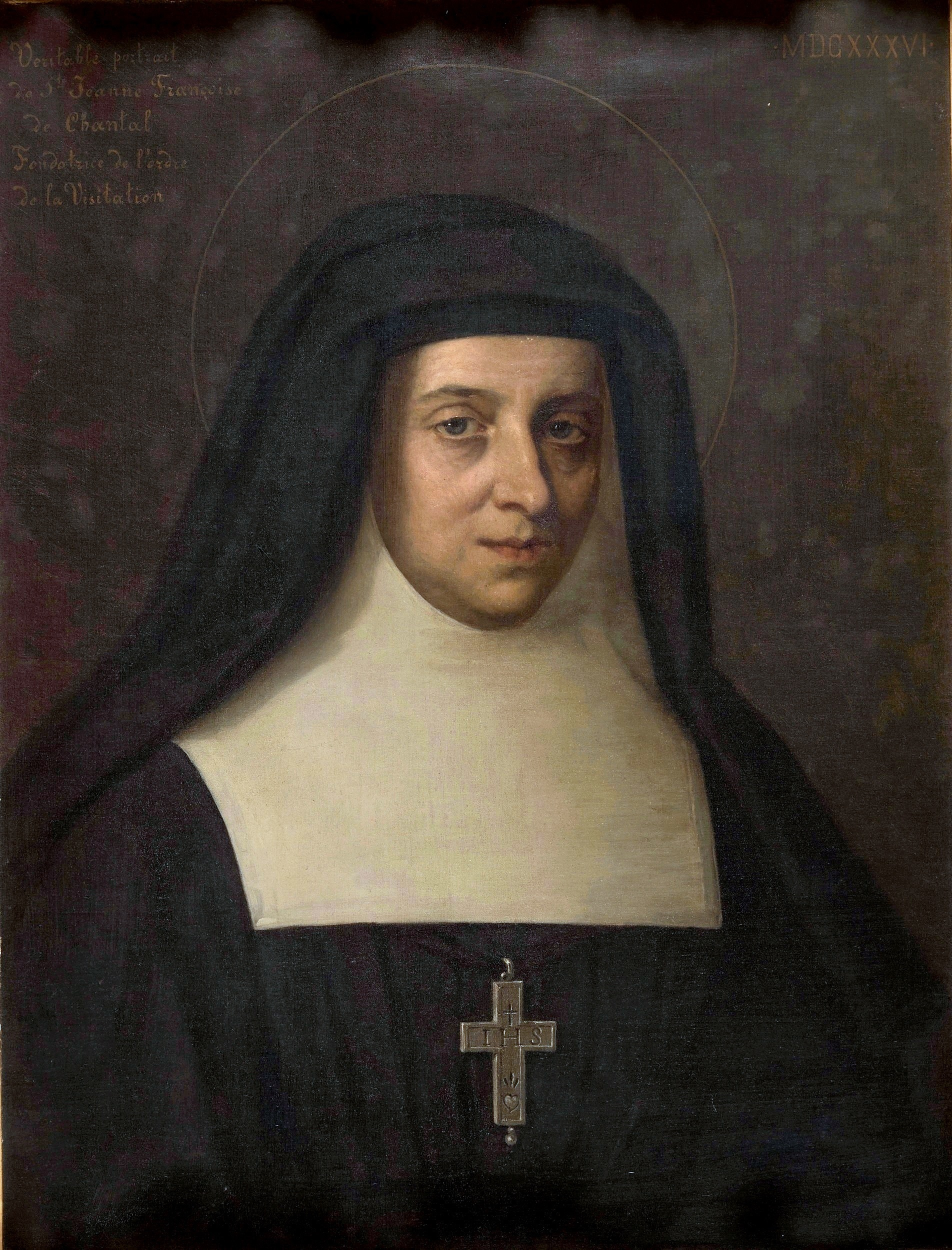
Giovanna Francesca Frémiot de Chantal

Si tratta di un nome che, in origine, era devozionale, tratto dal cognome di santa Giovanna Francesca Frémiot de Chantal, fondatrice dell'Ordine della Visitazione. Ella, il cui nome di battesimo era Jeanne-Françoise Frémyot, sposò Christophe de Rabutin, che era barone di Chantal, titolo che fa riferimento ad una località nell'odierna Saona e Loira. Tale toponimo deriva dal provenzale antico càntal ("pietra"), e il suo significato è "pietroso", "sassoso" (nonostante venga associato popolarmente alla parola francese chant, "canzone").
Col tempo, il nome si è affermato anche per moda, per via del suono esotico e gradevole, diffondendosi al di fuori degli ambienti cattolici; nei paesi anglofoni è in uso dal XX secolo, e gode di una sporadica diffusione anche in italiano (attestandosi principalmente in Nord Italia, specie in Emilia-Romagna).

## Onomastico
L'onomastico si può festeggiare in onore di santa Giovanna Francesca de Chantal, che è commemorata il 12 agosto (va notato che fino al 2001 era ricordata invece il 12 dicembre).

## Persone

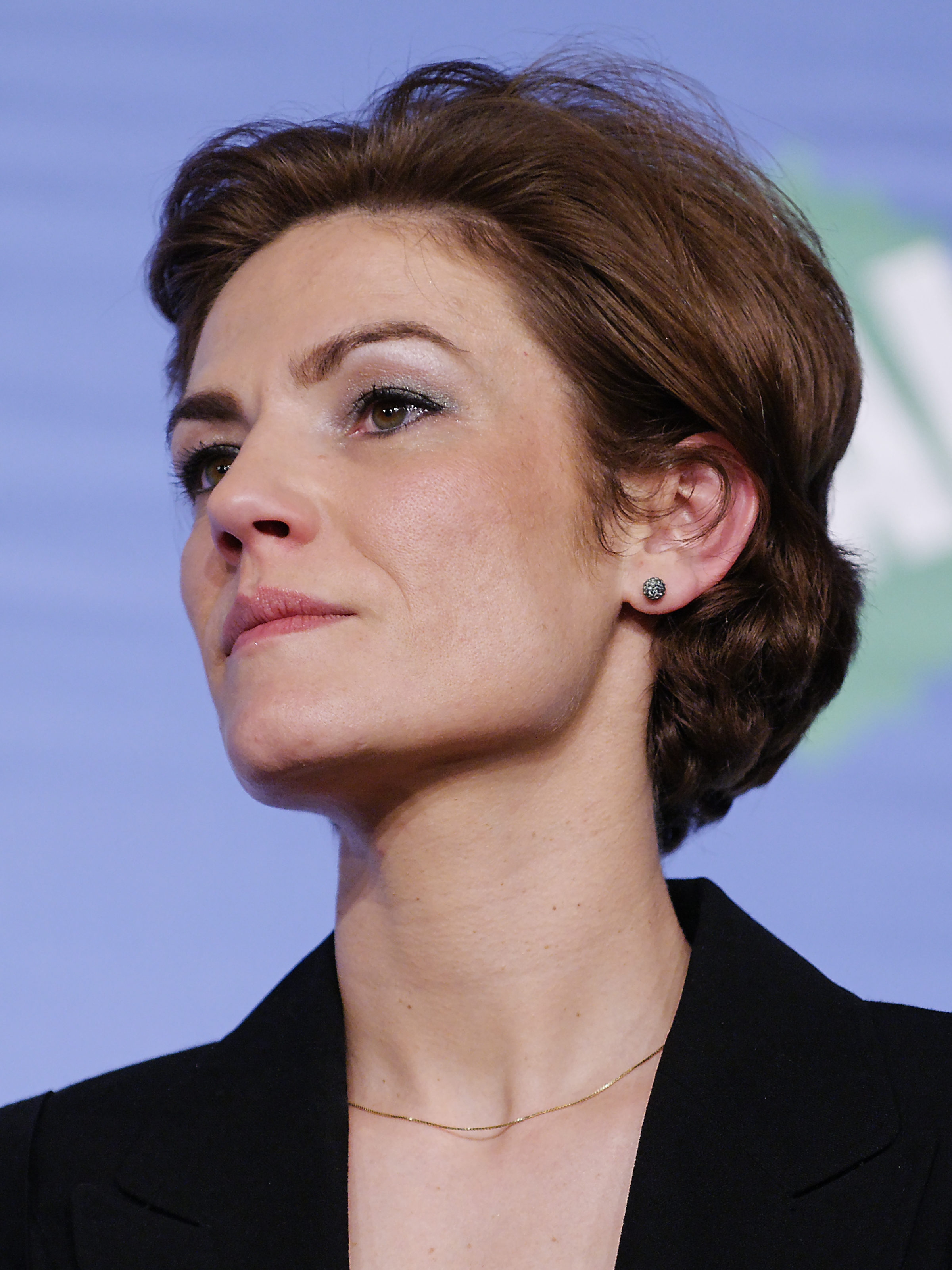
Chantal Jouanno

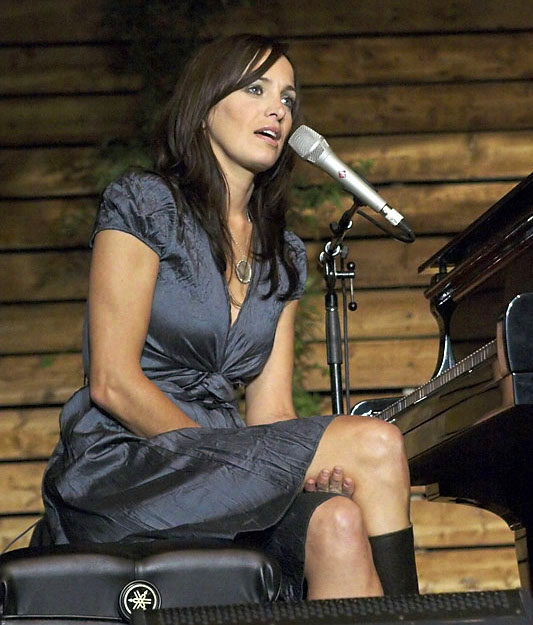
Chantal Kreviazuk

- Chantal Akerman, regista, sceneggiatrice e artista belga
- Chantal Andere, attrice e cantante messicana
- Chantal Biya, first lady camerunese
- Chantal Bournissen, sciatrice alpina svizzera
- Chantal Bouvier de Lamotte, modella francese
- Chantal Cauquil, politica francese
- Chantal Chawaf, scrittrice francese
- Chantal Compaoré, politica ivoriana naturalizzata burkinabè
- Chantal Demming, attrice olandese
- Chantal Gilbert, schermitrice canadese
- Chantal Groot, nuotatrice olandese
- Chantal Janzen, attrice e conduttrice televisiva olandese
- Chantal Jones, modella e attrice statunitense
- Chantal Jouanno, artista marziale e politica francese
- Chantal Kreviazuk, cantautrice canadese
- Chantal Maillard, scrittrice e filosofa belga naturalizzata spagnola
- Chantal Meek, canoista australiana
- Chantal Mouffe, politologa belga
- Chantal Petitclerc, atleta canadese
- Chantal Thomas, storica e scrittrice francese
- Chantal Thomass, stilista francese
- Chantal Zaky, modella giamaicana

### Variante Chantelle

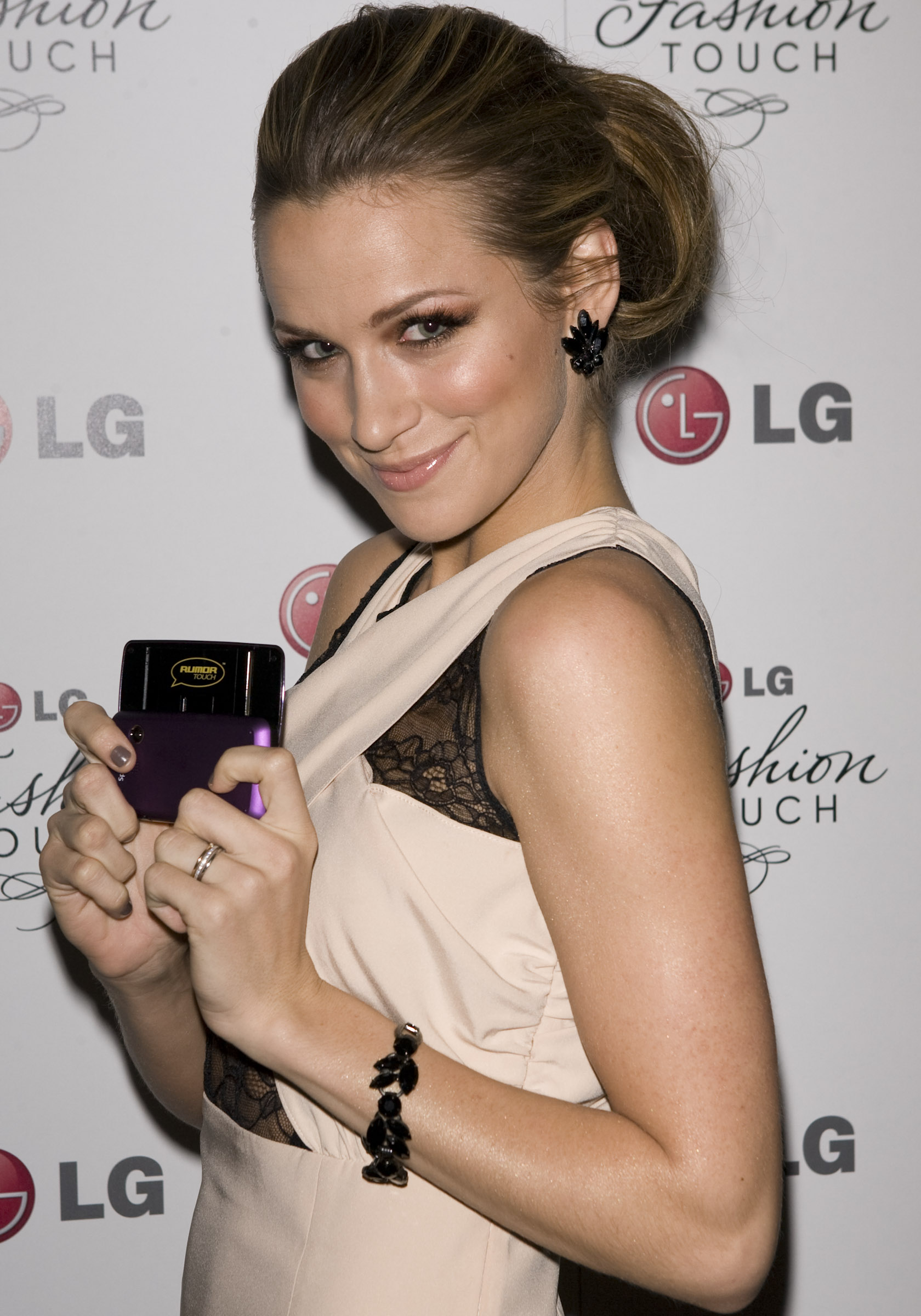
Shantel VanSanten

- Chantelle Anderson, cestista statunitense naturalizzata libanese
- Chantelle Handy, cestista britannica
- Chantelle Michell, tuffatrice australiana

### Altre varianti
- Marie-Chantale Demaille, schermitrice francese
- Shantelle Malawski, wrestler canadese
- Chantel Tremitiere, cestista e allenatrice di pallacanestro statunitense
- Shantel VanSanten, attrice statunitense

## Il nome nelle arti
- Chantal è un personaggio della trasmissione comica TeleGaribaldi.
- Chantal è un personaggio della commedia teatrale Ultima chiamata, scritta da Josiane Balasko.
- Chantal è un personaggio del film del 1981 Nessuno è perfetto, diretto da Pasquale Festa Campanile.
- Chantal è un personaggio del film del 1998 Madeline - Il diavoletto della scuola, diretto da Daisy Von Scherler Mayer.
- Chantel è un personaggio della serie televisiva Raven.
- Chantel è un personaggio del film del 1998 Il grande colpo, diretto da Kirk Wong.
- Chantel è un personaggio del film del 2009 Brooklyn's Finest, diretto da Antoine Fuqua.
- Marie-Chantal è un personaggio del film del 1965 Marie Chantal contro il dr. Kha, diretto da Claude Chabrol.
- Chantal Petit è un personaggio del film del 1976 Gli anni in tasca, diretto da François Truffaut.
- Chantal Stacy è un personaggio del film del 1963 Una sposa per due, diretto da Henry Levin.
- Chantal Terrassier è la protagonista del romanzo Le cose semplici di Luca Doninelli (2015).